# Clubiona consensa
Clubiona consensa là một loài nhện trong họ Clubionidae.
Loài này thuộc chi Clubiona. Clubiona consensa được Raymond Robert Forster miêu tả năm 1979.